# Broniwka
Broniwka (ukr. Бронівка) – wieś na Ukrainie, w obwodzie chmielnickim, w rejonie chmielnickim, w hromadzie Wijtiwci. Liczy 305 mieszkańców.